# Kurkliniken Bad Rappenau
Die Kur- und Klinikverwaltung Bad Rappenau GmbH ist die Dachgesellschaft einer deutschen Klinikgruppe für medizinische Rehabilitation und Prävention in Bad Rappenau, Landkreis Heilbronn. Durchgeführt werden stationäre und ambulante Reha, Anschlussheilbehandlungen, betriebliche Prävention und Medical Wellness. Die Kuranlagen befinden sich zum Teil auf dem Gelände der ehemaligen Saline Bad Rappenau, in der einst durch Soleheilbäder auch der Kurbetrieb begründet worden war.

## Geschichte des Soleheilbads

### Entdeckung des Rappenauer Salzlagers
Seit 1816 waren im Neckartal bei Bohrungen auf württembergischem und hessischem Gebiet reiche Salzvorkommen entdeckt worden. Aus diesem Grund schrieb die großherzoglich badische Regierung eine hohe Prämie für die Entdeckung reichhaltiger Sole auch auf badischem Gebiet aus. Georg Christian Heinrich Rosentritt, Sohn eines kurpfälzischen Salineninspektors, stieß bei Bohrungen in Rappenau 1822 auf Salzlager. Daraufhin baute die badische Regierung im April 1823 die Saline Rappenau. Rosentritt erhielt das Amt des Salinenverwalters und leitete die Saline bis 1835. Nach ihm ist die heutige Rosentrittklinik benannt.

### Vom Solebad zum Kurort
Schon bald nach der Erbauung der Saline gab es Bestrebungen neben der industriellen Nutzung, die schon ein Jahr nach der Entdeckung etabliert wurde, auch eine heilfördernde Anwendung zu etablieren. Nachdem 1830 der Karlsruher Architekt Weinbrenner auf dem Schwärzberg große Salinenanlagen und Verwaltungsgebäude geschaffen hatte, wurde 1833 das erste Soleheilbad errichtet.
Das Badehaus finanzierte sich zum größten Teil durch die Gründung eines Aktienvereins. Großherzogin Sophie übernahm das Protektorat über das Sophienbad, das am 15. Mai 1833 eröffnete. Doch schon 1841 musste der Badebetrieb aufgrund finanzieller Schwierigkeiten eingestellt werden. Auf dem Salinengelände wurde danach 1845 ein Staatsbad errichtet, welches 1903 aufgrund von Hygienemängeln seine Türen schloss. Daraufhin erhielt Rappenau 1903 sein neues Sophie-Luisen-Bad, für das dieses Mal die Großherzogin Luise Namenpatin war. Das Sophie-Luisen-Bad blieb bis 1966 in Betrieb, zwei Jahre später wurde es abgerissen.

### Rappenau erhält das Prädikat „Bad“
Bereits 1914 gab die Großherzogliche Eisenbahndirektion der Bahnstation Rappenau den Namen „Bad Rappenau“. Der amtliche Name blieb jedoch Rappenau. Erst am 4. September 1930 hatte ein Antrag der Gemeinde Erfolg. Das Badische Staatsministerium verfügte, dass der Ort mit Wirkung vom 1. Oktober 1930 den Namen „Bad Rappenau“ zu führen hat.

### Der Kurort in der Nachkriegszeit bis heute
Das Kriegsende erlebte Bad Rappenau zwar unzerstört, der Kurbetrieb konnte aber erst am 1. Mai 1946 wieder aufgenommen werden. Die Anfangszeit gestaltete sich aufgrund der veralteten Einrichtungen schwer. Der Bau eines neuen Kurmittelhauses scheiterte jedoch zunächst an der Finanzierung. Deshalb entschied man sich im ersten Schritt für Erweiterungs- und Modernisierungsmaßnahmen.
Der übereinstimmende Wunsch und der allgemeine Trend gingen aber dahin, die Kurpatienten in geschlossenen Häusern mit jeweils eigener Bäderabteilung unterzubringen. Es folgte der Bau zahlreicher Fachkliniken. Die Gründung der Kur- und Klinikverwaltung 1977 ermöglichte den weiteren Aufschwung des Kurbetriebs. Die Anpassung des Therapieangebots an die gestiegenen und sich stetig wandelnden therapeutischen Erfordernissen, wie zum Beispiel die Aufnahme der geriatrischen Rehabilitation oder die Krebsnachsorge, machen Bad Rappenau heute zu einem modernen Kurort.

## Kur- und Klinikverwaltung
Die Kur- und Klinikverwaltung selbst entstand 1977 durch den Zusammenschluss aller örtlichen Kurbetriebe mit direkter oder indirekter städtischer Kapitalbeteiligung zu einer geschäftsleitenden Holding-Gesellschaft. Dies war zu diesem Zeitpunkt eine einmalige Organisationsform in Baden-Württemberg. Dadurch wurde die Voraussetzung für eine flexible und marktorientierte Klinikentwicklung geschaffen. Aufgrund von Strukturreformprozessen 1996 rückten Stadtverwaltung und Klinikleitung noch enger zusammen. 2002 stellte sich das Reha-Unternehmen neu auf. Unter dem Dach der Kur- und Klinikverwaltung arbeiten heute fünf Einrichtungen zusammen und bilden ein Kompetenzzentrum für medizinische Rehabilitation und Prävention.
Zum Kompetenzzentrum gehören:
- Rosentritt-Klinik: Fachklinik für Rehabilitation in den Bereichen Orthopädie, Innere Medizin und Dermatologie
- Salinen-Klinik: Fachorthopädische Reha-Klinik und zertifizierte Schmerzklinik
- Sophie-Luisen-Klinik: Geriatrische Rehabilitationsklinik
- Stimmheilzentrum: Fachklinik für Stimm-, Sprech-, Sprach- und Schluckstörungen
- Therapiezentrum mit Reha- und Vitalstudio[8]

Das Kompetenzzentrum hat bundesweit als eine der ersten Reha-Einrichtungen das für die Rehabilitation geschaffene Qualitätsmanagementsystem (QMS Reha) der Deutschen Rentenversicherung Bund eingeführt. Des Weiteren ist das Kompetenzzentrum Mitglied im Qualitätsverbund Reha und Gesundheit Baden-Württemberg.